# Traktat z Kairu

Kolorem zielonym oznaczono państwa, które ratyfikowały Traktat. Kolorem żółtym państwa, które go tylko podpisały. Szary kolor nie jest stroną.

Traktat z Kairu (ang. African Nuclear-Weapon-Free Zone Treaty) – umowa międzynarodowa o utworzeniu w Afryce strefy bezatomowej, otwarta do podpisu w Kairze 11 kwietnia 1996 r. Weszła w życie 15 lipca 2009, z chwilą zarejestrowania 28 ratyfikacji. Spisana w językach arabskim, angielskim, francuskim i portugalskim.  
Umowę podpisało 50 państw, z czego 39 ratyfikowało. Depozytariuszem jest Unia Afrykańska.